# Зязиков, Багаудин Хусейнович
Багаудин Хусейнович Зязиков (ингуш. Заьзганаькъан Хьусена Бахьаудин; 14 апреля 1908, Барсуки, Терская область — 11 ноября 1965) — ингушский советский прозаик, переводчик, литературный критик, журналист, фронтовой корреспондент. Участник Великой Отечественной войны.

## Биография
Родился 14 апреля 1908 года в семье крестьянина в селе Барсуки Назрановского округа. Окончив в 1924 году Назрановскую сельскохозяйственную школу, Зязиков поступил на подготовительное отделение Ингушского педагогического техникума. После окончания техникума в 1930 году работал учителем русского языка и литературы в Сурхахинской, а потом в Базоркинской сельской школе.
В 1931 году поступил на подготовительные курсы в аспирантуру 2-го Северокавказского пединститута. Одновременно активно занимался писательской деятельностью. После окончания учёбы работал в редакции «Сердало», редактором книжного издательства. В 1934 году стал заведующим отделом народного образования Назрановского района. В 1938 году перешёл на работу в Чечено-Ингушское книжное издательство. В 1939 году стал членом КПСС. Перед Великой Отечественной войной был инструктором отдела печати Чечено-Ингушского обкома КПСС, вел общественную и пропагандистскую работу.
В июле 1941 года был призван Орджоникидзовским РВК Грозного в Красную армию. Окончил курсы военно-политической школы и с января 1942 года работал фронтовым корреспондентом. Впоследствии стал начальником партийно-комсомольского отдела фронтовой армейской газеты Западного и Калининского фронтов «Сын Родины». Приказом ВС 39-й армии Калининского фронта № 341 от 16.12.1942 года старший литературный сотрудник редакции газеты «Сын Родины» капитан Зязиков награждён медалью «За боевые заслуги» за организацию подборки и написание ряда статей, передающих боевой опыт бойцам РККА.
В 1944 году был депортирован. До 1957 года жил Ташкенте и Фрунзе, работал в хозяйственных и торговых организациях.
В 1957 году по командировке ЦК КП Киргизии учился на курсах Высшей партийной школы при ЦК КПСС в Москве. После окончания курсов работал директором книжного издательства, а затем заведующим отделом пропаганды и агитации Чечено-Ингушского обкома КПСС. С 1958 года до своей кончины был ответственным секретарем правления Союза писателей ЧИАССР, членом редколлегии альманаха «Утро гор».

## Литературная деятельность
В Ингушском педтехникуме Зязиков увлёкся литературой, участвовал в работе над рукописным журналом «Красные ростки», писал рассказы и очерки.
В 1928 году в соавторстве с Хамзатом Осмиевым написал повесть «Отцы и дети», которая была опубликована в газете «Сердало» («Свет»). 
Зязиков перевёл на ингушский язык много произведений русской и советской литературы: «Морской пожар» Новикова-Прибоя, «Дубровский» А. С. Пушкина, «После бала» и «Кавказский пленник» Л. Н. Толстого, «Смерть чиновника» А. П. Чехова, «Герой нашего времени» М. Ю. Лермонтова, «Чапаев» Д. Фурманова, «Колхида» К. Паустовского и другие.
Он вёл большую работу по сбору ингушского фольклора. Фронтовой опыт стал основой для его произведений, посвящённых Великой Отечественной войне. Однако всерьёз писательской деятельностью он занялся в 1956 году.
В 1958 году вышла его первая книга — сборник рассказов «Воля советского человека». В Чечено-Ингушском книжном издательстве в 1960 году вышел второй сборник писателя («Счастье»), а в 1961 — третий («Красота до полудня — добродетель до смерти»). В 1962 году увидела свет его первая повесть «Именем республики».
Большое внимание Зязиков уделял литературной критике. Он писал литературоведческие статьи, исследования, работы, посвященные биографиям ингушских писателей, которые публиковались сначала в Алма-Ате газете «Знамя труда», позже в республиканских газетах ЧИАССР «Сердало», «Ленинан некъ» («Ленинский путь»), «Грозненский рабочий», альманахах «Утро гор» и «Орга».